# الیس بارکورت
الیس بارکورت (انگلیسی: Ellis Barkworth؛ زادهٔ ۱۵ اکتبر ۱۹۹۷) بازیکن فوتبال است.
از باشگاه‌هایی که در آن بازی کرده‌است می‌توان به باشگاه فوتبال هال سیتی اشاره کرد.